# Gräberfeld von Össjö

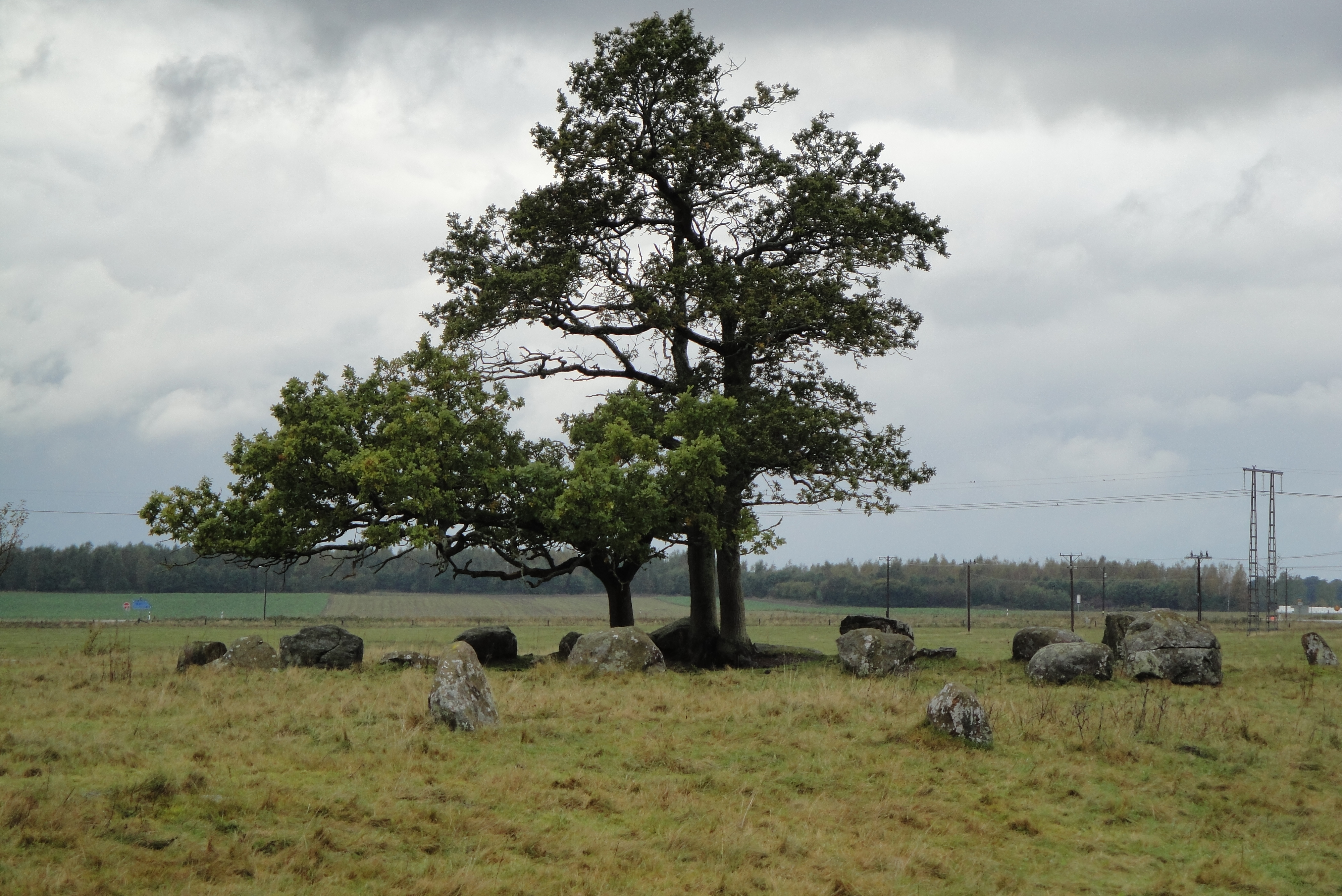
Gräberfeld von Össjö

Das Gräberfeld von Össjö (RAÄ-Nr. Össjö 16:1) befindet sich einen Kilometer südöstlich der Kirche von Össjö, bei Ängelholm im Nordwesten von Schonen in Schweden.
Auf dem Gräberfeld liegen zwei Richterringe, eine nahezu rechteckige Steinsetzung, fünf Bautasteine und sechs Findlinge. Ein Steinkreis hat einen Durchmesser von 18 Metern und besteht aus 12 (ursprünglich 13) bis zu 1,4 Meter hohen Felsblöcken. Der andere Richterring ist beschädigt und besteht aus elf Steinen. Die Originalanzahl kann nicht ermittelt werden. Fünf der Steine stehen aufrecht oder sind geneigt und knapp zwei Meter hoch. Die Größe des Richterrings beträgt etwa 30 Meter. Er ist nach dem Kreis auf Blomsholm (33 m) der größte in Schweden.

Gräberfeld von Össjö
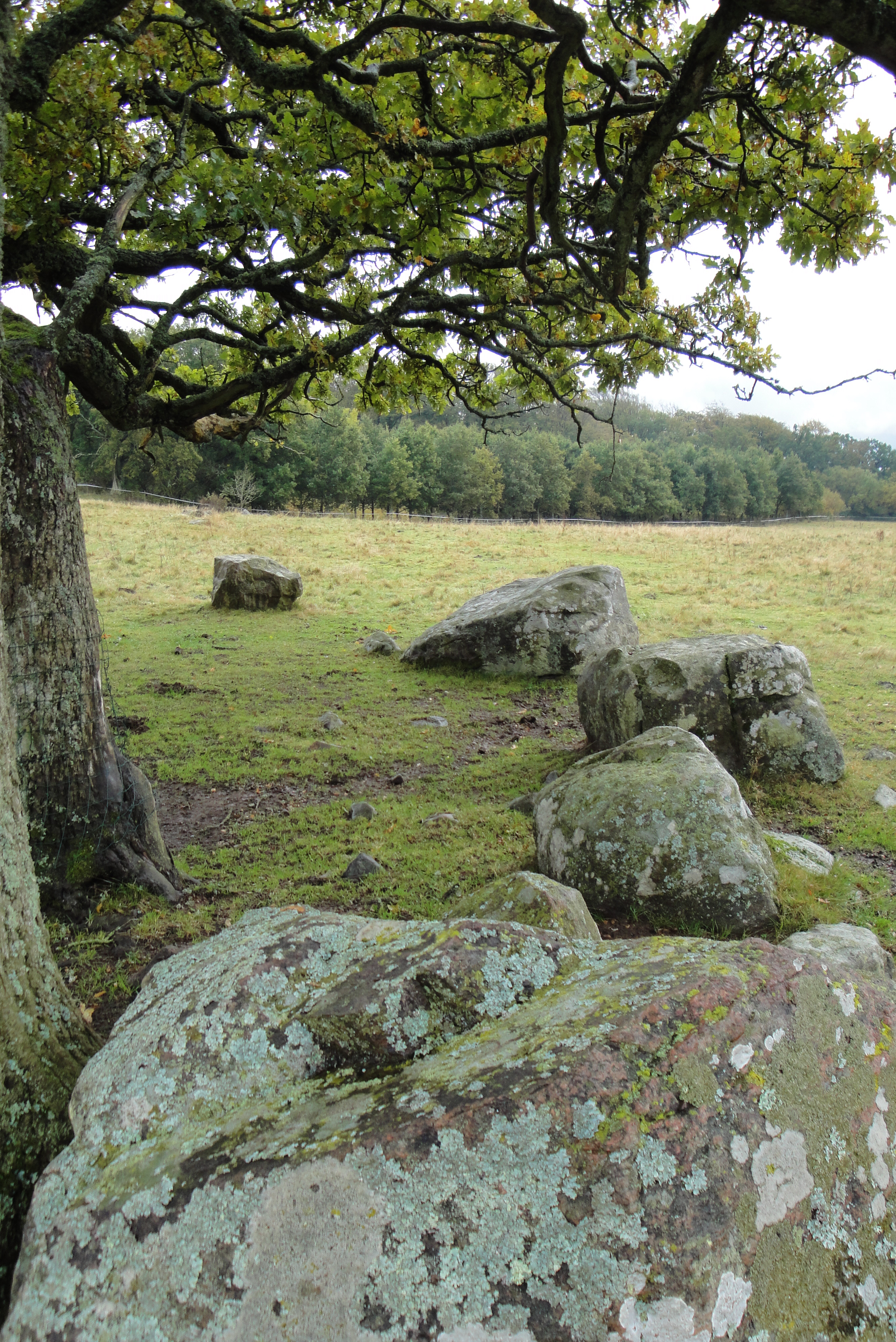
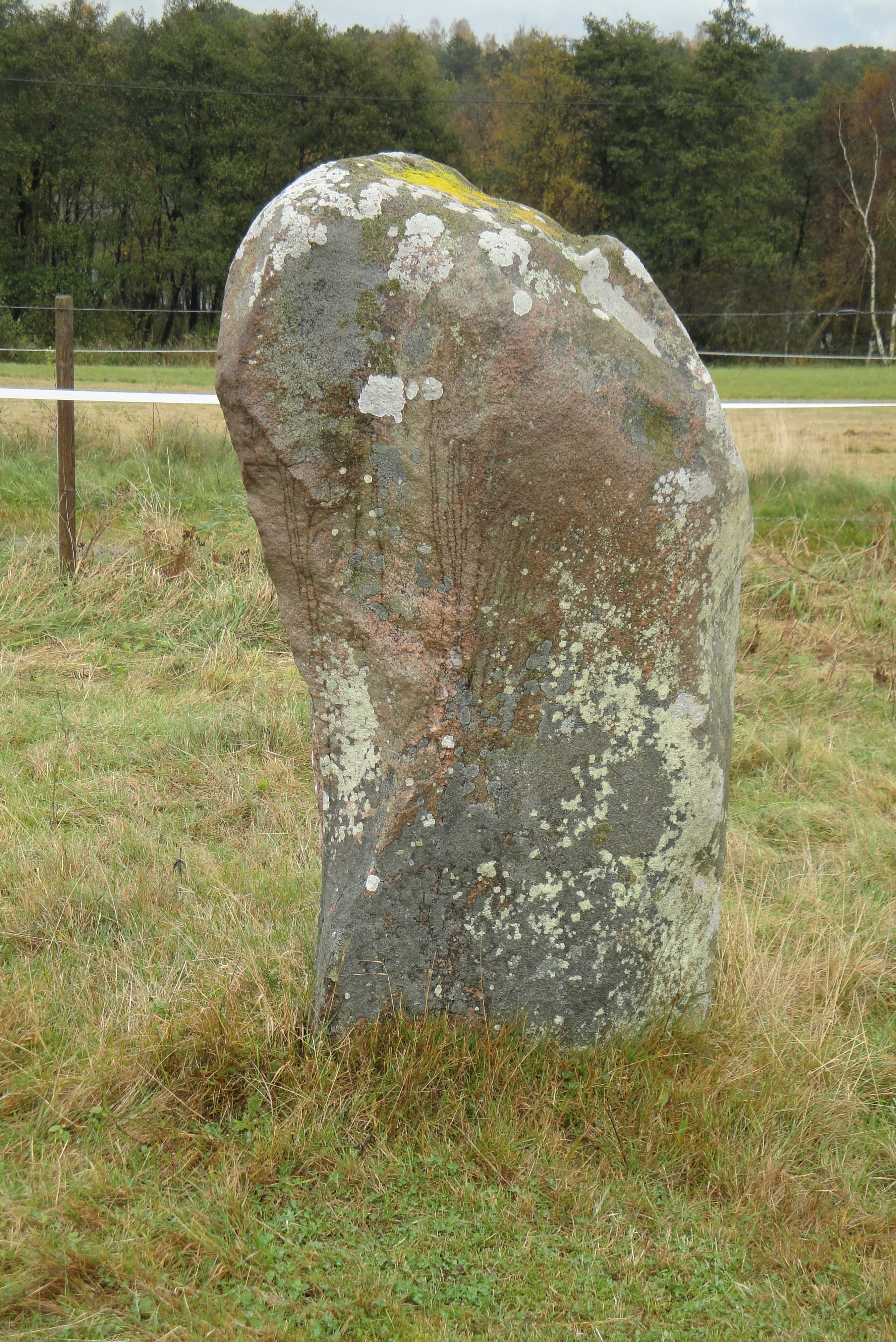
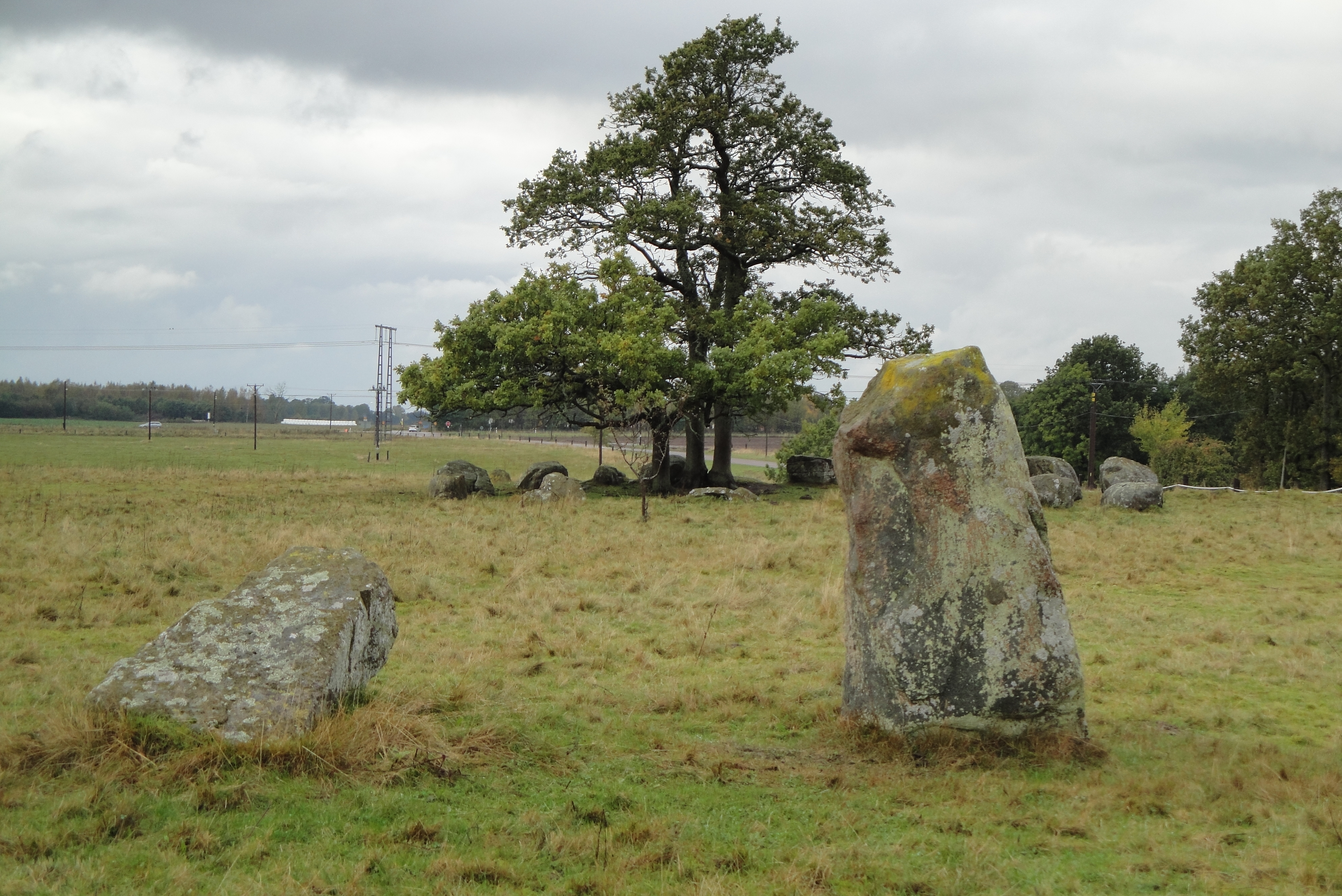
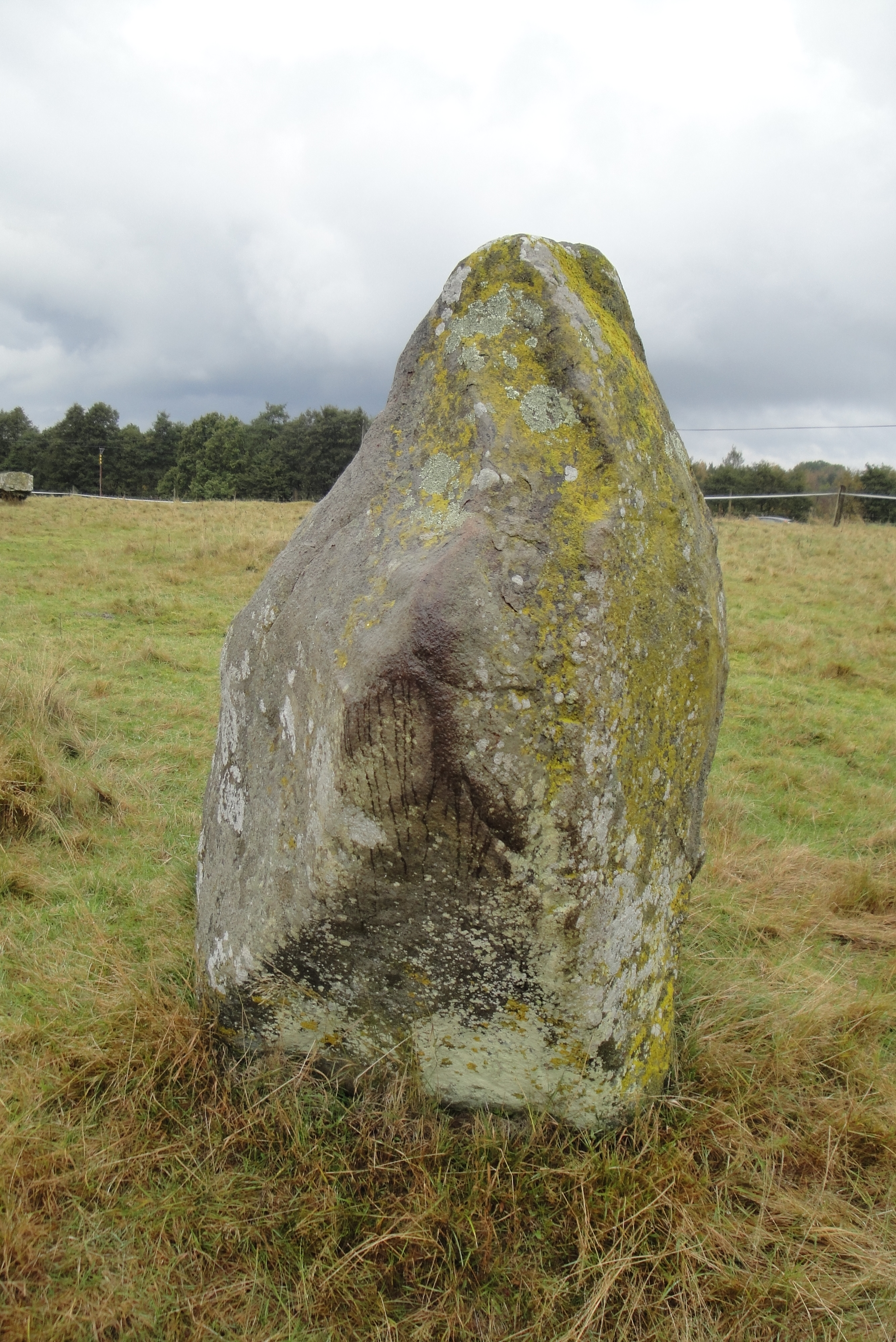